# 글래디에이터 (2000년 영화)
《글래디에이터》(영어: Gladiator)는 2000년 개봉한 미국, 영국의 영화이다. 로마 제국의 마르쿠스 아우렐리우스황제와 콤모두스 황제 통치기를 시간적 배경으로 하고 있다. 리들리 스콧이 감독을 맡았으며, 러셀 크로, 호아킨 피닉스, 코니 닐센, 올리버 리드, 데릭 재커비, 리처드 해리스 등의 배우가 출연했다. 크로는 한때 로마의 장군이었으나 가족을 잃고 자신은 노예로 전락한 뒤, 검투사로 돌아와 그의 가족과 제국을 위해 복수하는 막시무스 역을 맡았다.
글래디에이터는 2000년 5월 미국에서 개봉된 이래 좋은 흥행 성적을 거두고 평단의 호평을 받으며 역사 서사극 영화의 부활을 알렸다. 2001년 3월 열린 아카데미상 시상식에서, 이 영화는 최우수작품상과 남우주연상을 포함해 다섯개의 상을 받았다. 

## 줄거리

### 막시무스 장군
막시무스 데키무스 메리디우스 장군(러셀 크로 분)은 게르만족과의 오랜 전쟁에서 로마 군단을 이끌었다. 그는 이 과정에서 마르쿠스 아우렐리우스 황제(리처드 해리스 분)의 신뢰를 받았다. 황제는 아들 콤모두스(호아킨 피닉스 분)가 있음에도 불구하고, 자신의 사후에 권력을 막시무스에게 넘기고자 했다. 이는 황제의 권력을 로마 원로원으로 되돌리기 위한 방안이었다. 황제에게 이 말을 직접 들은 콤모두스는, 크게 분노하여 아버지를 비밀리에 살해하고 자신의 계승권을 주장했다.

### 숙청 및 검투 노예생활
막시무스는 콤모두스가 부친을 살해했다는 사실을 알게 되었지만, 콤모두스의 명령을 받은 황제 근위대가 그를 처형하려 하자 급히 탈출한다. 그는 가족들을 구하기 위해 집으로 달려갔지만, 그의 부인과 아들은 병사들에 의해 이미 사망해 있었다. 그들을 매장한 뒤, 막시무스는 의식을 잃고 있다가 노예 상인에 의해 발견된다. 노예 상인은 그를 검투사 양성소의 프록시모(올리버 리드 분)에게 팔았고, 막시무스는 프록시모의 노예로 검투 시합에 끌려나가게 된다. 그 곳에서 막시무스는 누미디아사람 검투사 주바(자이먼 혼수 분)와 게르마니아사람 검투사 하겐(랄프 묄러 분)을 친구로 삼게 된다. 주바는 막시무스를 격려하고,죽은 가족들과 내세에서 다시 만나리라는 믿음을 북돋아 준다.

### 검투시합
'스패냐드'라고 불리게 된 막시무스는 검투사로서 승리를 거듭하여 명성을 쌓고, 마침내 로마의 콜로세움에서 검투 시합을 벌이게 된다. 콜로세움에서의 첫 시합에서, 막시무스는 검투사들을 이끌어 전차대와 궁수들을 꺾고 관객들의 환호를 받았다. 시합이 끝난 뒤, 그는 콤모두스에게 자신의 정체를 밝히고 마르쿠스 황제의 복수를 하겠다고 말한다. 콤모두스는 막시무스를 그 자리에서 죽이려 했지만, 관객들의 외침에 그를 살려준다. 이후 막시무스는 그를 죽이려는 콤모두스의 계획에 의해 불패의 검투사였던 갈리아의 타이그리스와 싸웠지만 승리를 거둔다. 하지만 막시무스는 그에게 최후의 일격을 날리라는 콤모두스의 명령을 거부하고, 이로 인해 오히려 관객들에게 '자비로운 막시무스'라 불리게 된다.

### 쿠테타 계획 및 무위
시합 이후, 막시무스는 자신의 하인이었던 시세로를 만나 그가 지휘했던 군대가 여전히 그를 지지한다는 것을 알게 된다. 이에 막시무스는 콤모두스의 누나 루킬라(코니 닐센 분), 원로원의 그라쿠스(데릭 재커비 분)의원과 공모하여 콤모두스를 제위에서 끌어내리려는 계획을 꾸민다. 하지만 이 계획을 짐작하고 있던 콤모두스에 의해 관련자는 체포되고, 탈출을 시도하던 막시무스도 붙잡히게 된다.

### 죽음
막시무스를 확실히 죽이기 위해, 콤모두스는 근위대에 둘러싸인 원형 투기장에서 막시무스와 결투를 벌인다. 막시무스는 결투 이전 콤모두스의 칼에 찔려 계속 피를 흘리고 있었지만, 마침내 콤모두스의 목을 찔러 승리를 거두게 된다. 그는 선황 마르쿠스 아우렐리우스의 뜻을 전하고 사망하고, 그에 의해 노예에서 풀려난 주바는 내세에서 다시 만나자는 말을 남긴다.

## 등장인물
- 막시무스 데키무스 메리디우스(러셀 크로 분): 게르마니아 전쟁에서 뛰어난 능력을 보여준 히스파니아 출신 로마 장군이다. 그는 마르쿠스 아우렐리우스 황제의 신임을 받았고, 황제의 딸 루킬라의 사랑을 받기도 했다. 하지만 마르쿠스 황제 사후 제위 계승 과정에서 콤모두스에 의해 위기를 겪고, 아내와 아들을 잃게 된다. 그 자신 역시 노예로 전락했지만, 콤모두스에게 복수할 것을 맹세하고 이를 실행에 옮기게 된다. 막시무스는 마르쿠스 노니우스 마크리누스, 나르키수스, 스파르타쿠스, 킨키나투스, 히스파니아의 막시무스 등의 실존 인물을 바탕으로 만들어진 가상의 인물이다.
- 콤모두스(호아킨 피닉스 분): 마르쿠스 황제의 아들로 자만심이 강하고 권력 지향적이다. 마르쿠스 황제가 자신보다 막시무스를 신임하자 그에게 질투심을 품게 된다. 아버지의 사후, 로마 제국의 황제가 된다.
- 루킬라(코니 닐센 분): 마르쿠스 황제의 장녀이자, 막시무스의 옛 정인이다. 남편의 사망으로 과부가 되었고, 아들 루키우스를 지키면서 콤모두스의 그릇된 욕망에 저항하고자 한다.
- 주바(자이먼 혼수 분): 노예 상인에 의해 팔려온 누미디아인으로, 막시무스가 노예가 되어 곤경을 겪는 동안 가장 친밀한 친구가 된다.
- 안토니우스 프록시모(올리버 리드 분): 한 때 검투사였지만, 마르쿠스 황제로부터 자유를 얻어 현재는 검투사 양성소를 운영하고 있다. 막시무스를 북아프리카에서 구입하여 검투사로 만들고, 그에게 자신의 갑옷과 자유를 얻을 기회를 준다. 이 영화는 올리버 리드의 마지막 영화로, 그는 영화 제작 과정에서 사망했다.
- 마르쿠스 아우렐리우스(리처드 해리스 분): 당시 로마의 황제로서 막시무스를 총애하고, 그에게 권력을 넘겨 로마를 공화정으로 되돌리려 한다. 그러나 그 계획에 반대하는 아들 콤모두스에 의해 살해당한다.
- 그라쿠스 의원(데릭 제이코비 분)
- 팔코 의원(데이비드 쇼필드 분)
- 가이우스 의원(존 슈라프넬 분)
- 퀸투스(토마스 아라나 분)
- 루키우스 베루스(스펜서 트리트 클라크 분)
- 하겐(랄프 묄러 분)
- 카시우스(데이비드 헤밍스 분)
- 키케로(토미 플래건 분)
- 갈리아의 티그리스(스벤올레 토르센 분)
- 노예 상인(오미드 절릴리 분)
- 막시무스의 아내(지아니나 파시오 분)
- 막시무스의 아들(조르조 칸타리니 분)
- 발레리우스(존 퀸 분)

## SBS 성우진 (2002년 9월 20일)
- 양지운 - 막시무스(러셀 크로)
- 김일 - 콤모두스(호아킨 피닉스)
- 함수정 - 루실라(코니 닐센)
- 노민 - 프록시모(올리버 리드)
- 김규식 - 그라쿠스(데릭 재커비)
- 이병식 - 주바(자이먼 혼수)
- 온영삼 - 마르쿠스 아우렐리우스 황제(리처드 해리스)
- 이근욱 - 퀸투스(토머스 아라나)
- 이종오 - 카시우스(데이비드 헤밍스) / 노예 상인(오미드 절릴리)
- 이윤선 - 팔코(데이비드 쇼필드)
- 이봉준 - 가리우스(존 슈라넬) / 로마 검투사(스벤올레 토르센)
- 문지현 - 루시우스(스펜서 트리트 클라크)
- 이재용 - 하겐(랄프 묄러) / 로마 병사(토니 커런)
- 조유연 - 루실라의 하녀(스테파니 르리에브르)
- 전인배 - 키케로(토미 플래너건)
- 이장원 - 발레리우스(존 퀸)